# Arlo Guthrie
Arlo Guthrie (Brooklyn, 10 luglio 1947) è un cantautore folk statunitense.

## Biografia

### Gli inizi
Figlio del cantautore folk, scrittore e musicista Woody Guthrie e di una ballerina della Martha Graham Company, Marjorie Mazia Guthrie, inizia a cantare e a comporre canzoni da giovanissimo e, anche grazie alle sue origini, riesce a sfondare nel campo della musica inserendosi nella generazione di cantanti folk di cui proprio il padre è capostipite assieme a Pete Seeger e della quale fanno parte cantautori quali Bob Dylan e Joan Baez.

### Alice's Restaurant
Con la canzone Alice's Restaurant Massacreee il film intitolato Alice's Restaurant (1967), Arlo Guthrie ribadisce la sua appartenenza al gruppo di cantanti folk di protesta, lanciando un'invettiva contro la leva obbligatoria e la guerra nel Vietnam, prendendo in giro l'esercito, le istituzioni statunitensi e anche la propria generazione con una simpatica autocritica.
Continua sulla strada del folk per tutta la vita, migliorando sempre di più la sua tecnica nel suonare chitarra, pianoforte e armonica a bocca.
Tra le sue canzoni più famose: Alice's Restaurant, The Motorcycle Song, Coming into Los Angeles (cantata riscuotendo grande successo al Festival di Woodstock nel 1969) e Last Train.

### La collaborazione con Dylan
Come figlio di Woody Guthrie, Arlo ha avuto modo di conoscere da vicino il cantautore Bob Dylan, con il quale ha collaborato fin dai tempi della tournée nel Regno Unito del 1965 immortalata nel film Dont Look Back.
Ha poi collaborato nuovamente con Dylan negli anni settanta in occasione della Rolling Thunder Revue, i cui concerti dell'autunno 1975 furono ripresi per poi essere inseriti nel film del 1978, scritto e diretto dallo stesso Dylan, Renaldo and Clara.

## Discografia
- Alice's Restaurant (1967).
- Arlo (1968).
- Running Down the Road (1969).
- Washington County(1970).
- Hobo's Lullaby (1972).
- Last of the Brooklyn Cowboys (1973).
- Arlo Guthrie (1974).
- Together in Concert (1975).
- Amigo (1976).
- The Best of Arlo Guthrie (1977).
- One Night (1978).
- Outlasting the Blues (1979).
- Power of Love (1981).
- Precious Friend (1982).
- Someday (1986).
- All Over the World (1991).
- Son of the Wind (1992).
- More Together Again (1994).
- Alice's Restaurant - The Massacree Revisited (1996).
- Mystic Journey (1996).

## Filmografia parziale
- Alice's Restaurant, regia di Arthur Penn (1969)
- The Byrds of Paradise – serie TV, 8 episodi (1994)
- Renegade – serie TV, episodio 5x14 (1997)